# Ту-98
«98» (Ту-24) (по кодификации НАТО: Backfin — «Спинной плавник») — прототип советского реактивного бомбардировщика со стреловидным крылом, разрабатывавшегося в конструкторском бюро А. Н. Туполева.

## Разработка
Ту-98 — сверхзвуковой бомбардировщик разработки ОКБ-156, разрабатывался как замена для Ту-16. Работы по машине начались на основании Постановления СМ СССР от 12.04.1954 г. Главный конструктор — Д. С. Марков.
Самолёт был построен в 1955 году и впервые поднялся в воздух в 1956 году. Испытательные полёты продолжались до 1959 года. Ту-98 так и не поступил на государственные испытания и в серийное производство, в связи с многочисленными трудностями конструктивного и технологического характера, которые тогда не могли быть решены. В дальнейшем самолёт использовался как летающая лаборатория при создании перехватчика Ту-128, для исследований в области сверхзвуковых полётов.
Последний полёт совершён 21 ноября 1960 года — после поломки стойки шасси единственную построенную машину списали.
На базе самолёта «98» существовал проект облегчённого варианта сверхзвукового бомбардировщика — «98А» (Ту-24)

## Конструкция
Самолёт построен по схеме среднеплана со стреловидным крылом (угол стреловидности по передней кромке составляет 55 градусов). Два двигателя АЛ-7Ф установлены в корме, причем машину отличали длинные каналы и смещённые вверх воздухозаборники. Основные стойки шасси располагались в фюзеляже, что делало «чистым» крыло, но резко снижало устойчивость самолёта «на бетоне». Экипаж состоял из лётчика — командира корабля, штурмана-оператора и штурмана-навигатора. Все рабочие места имели катапультные кресла. Передняя часть самолёта представляла собой единую гермокабину. За гермокабиной располагался техотсек с фотооборудованием (АФА-33/75). Топливная система состояла из 4 основных и одного центровочного баков в фюзеляже. Крыло — двухлонжеронное, кессонной конструкции.
Система управления была выполнена по традиционной схеме — с неподвижным стабилизатором, хотя во всех каналах управления впервые Андрей Николаевич согласился на применение необратимых гидроусилителей (известно его изречение — «лучший  бустер это тот, который стоит на земле»). Передняя стойка имела двухколёсную ось, основные имели по две пары колёс.
Впервые на отечественном бомбардировщике применили дистанционно-управляемую кормовую стрелковую установку ДК-18 с двумя пушками АМ-23. Наведение оружия осуществлялось по радиолокационному прицелу ПРС-1 «Аргон», антенный блок которого разместили в верхней части киля. В носовой части справа устанавливалась пушка АМ-23, огонь из которой мог вести лётчик.
Ракетно-бомбовое вооружение самолёта предусматривало подвеску ФАБ-100, ФАБ-250 или ФАБ-500 в различных сочетаниях, а также до 300 НАР АРС-85, или 61 ТРС-132, или 18 ТРС-212. Для морской авиации предполагалось вооружать самолёт минами АМД-500 и АМД-100, торпедами РАТ-52, МАН, МАВ и ТАН-53. В качестве прицельного оборудования на самолёте установили РЛС «Инициатива» и коллиматорный прицел ОПБ-16.

## Тактико-технические характеристики
Приведены данные Ту-98.
Источник данных: Gunston, 1995, p. 59; Арсеньев, 2000.

Технические характеристики
- Экипаж: 3
- Длина: 32,065 м
- Размах крыла: 17,274 м
- Высота: 8,063 м
- Площадь крыла: 87,5 м²
- Профиль крыла: СР-12с
- Угол стреловидности по передней кромке: 58°
- База шасси: 10,901 м
- Колея шасси: 2,5 м
- Масса пустого: 22070 кг
- Нормальная взлётная масса: 35850 кг
- Максимальная взлётная масса: 37000 кг
- Масса топлива во внутренних баках: 10350 кг
- Силовая установка: 2 × ТРДФ АЛ-7Ф
  - Бесфорсажная тяга: 2 × 63,7 кН (6500 кгс)
  - Форсажная тяга: 2 × 88,3 кН (9000 кгс)

Лётные характеристики
- Максимальная скорость: 1365 км/ч (М=1,29)
- Практическая дальность: 2440 км
- Практический потолок: 12750 м
- Длина разбега: 518 м
- Длина пробега: 552 м

Вооружение
- Стрелково-пушечное:  
  - 1 × 23 мм пушки АМ-23 с 50 патр. впереди
  - 2 × 23 мм пушки АМ-23 в кормовой установке ДК-18
- Неуправляемые ракеты: 300 × ТРС-85, 61 × ТРС-132 или 18 × ТРС-212
- Бомбы:  
  - 4 × ФАБ-1000 в бомбоотсеке
  - 10 × ФАБ-500 (из них 2 на подвеске)
  - 16 × ФАБ-250 (из них 4 на подвеске)
  - 24 × ФАБ-100 (из них 8 на подвеске)